# Пойма (Иркутская область)
Пойма — упразднённая деревня в Тайшетском районе Иркутской области России. Входила в состав Шелаевского муниципального образования. Упразднена в 2019 г.

## География
Находится примерно в 39 км к северу от районного центра.

## История
В ноябре 2017 года деревня упразднена Законодательным собранием Иркутской области в связи с отсутствием «перспектив социально-экономического развития»

## Происшествия
25 мая 2017 года в результате лесного пожара деревня Пойма была практически полностью уничтожена, из 40 (по другим данным — из 23) домов уцелели только 4.

## Население
| 2002 | 2010 | 2011 | 2012 |
| ---- | ---- | ---- | ---- |
| 153  | ↘96  | →96  | ↘95  |

Гендерный состав
По данным Всероссийской переписи, в 2010 году в деревне проживало 96 человек (55 мужчин и 41 женщина). На май 2017 года население деревни составляло около 70 человек.